# Dolce (cucina)

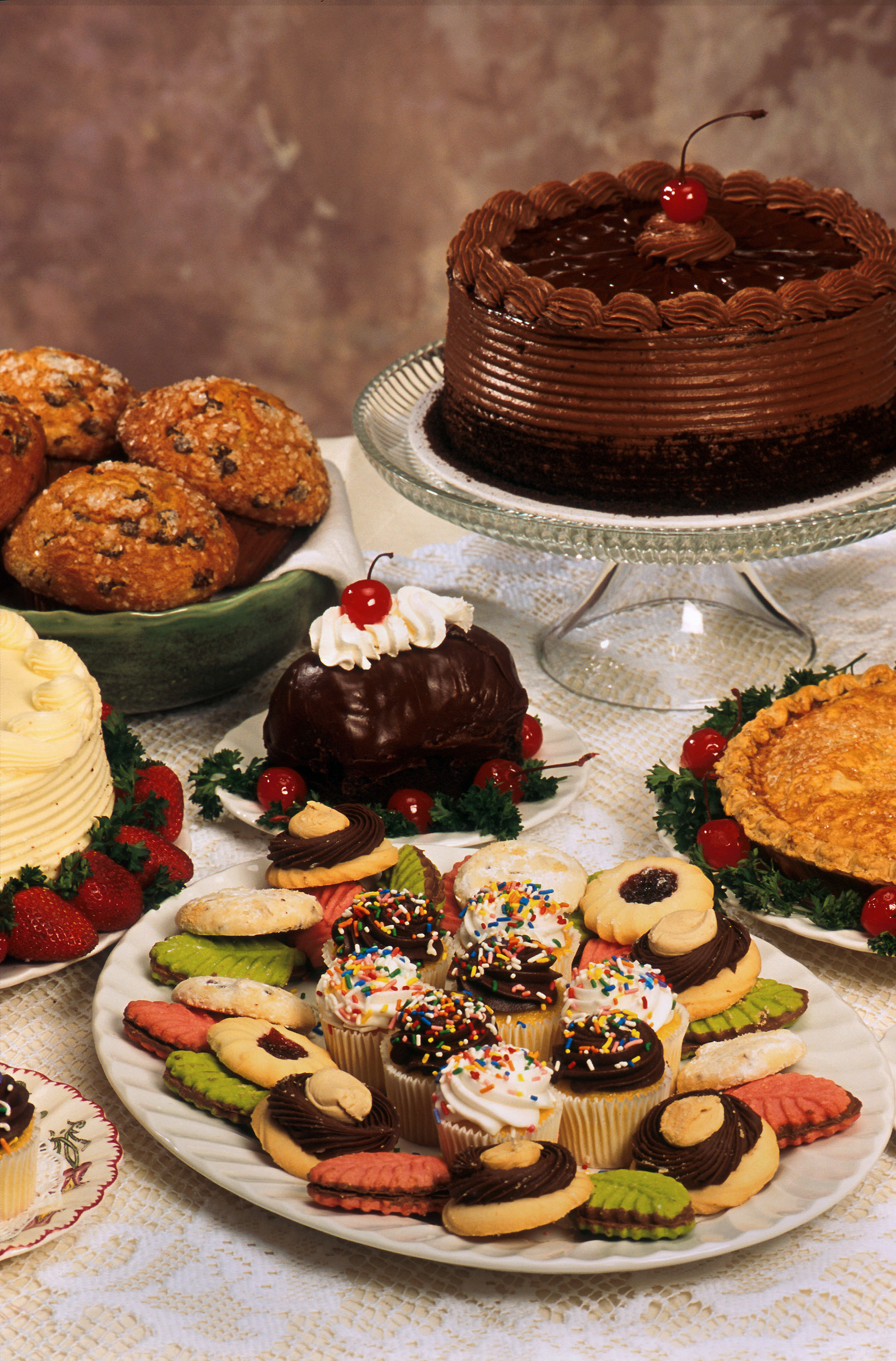
Vari tipi di dolci

In cucina il termine dolce si riferisce a qualunque alimento che abbia come componente rilevante lo zucchero o il miele, servito spesso alla fine del pasto come dessert, ma gustato anche a colazione o a merenda.
Rientrano in questa categoria i prodotti della pasticceria (biscotti, torte e dolci al cucchiaio), della confetteria (come caramelle e marmellata), il gelato e i prodotti a base di cacao, come il cioccolato.

## Storia
Le prime notizie dell'utilizzo di prodotti dolciari risalgono ai tempi degli antichi Greci, che cucinavano tra gli altri il πλακοῦς plakous (focaccia), un tipo di dolce preparato con farina d'avena mescolata a miele e formaggio. Anche nell'antica Roma esisteva un discreto consumo di dolci, alcuni dei quali rivestivano un significato augurale, come nella confarreatio, cerimonia che prendeva il nome dalla focaccia di farro (panis farreus) che gli sposi dividevano come simbolo della futura vita comune e offrivano a Giove.
L'utilizzo dei dolci nella cucina ha visto una notevole espansione negli ultimi quattro secoli, in concomitanza con una maggiore reperibilità di alcuni ingredienti sul mercato, primo fra tutti lo zucchero. L'elemento dolce, infatti, rimase per secoli derivato dalla frutta, dal mosto e soprattutto dal miele, che veniva aggiunto come ingrediente di complemento a molti altri. Il miele viene affiancato intorno all'anno 900 d.C. dallo zucchero di canna, importato come spezia dai territori arabi. Solo a partire dal 1500 lo zucchero viene importato dalle Americhe divenendo un ingrediente più comune, al pari del cacao. Lo zucchero di barbabietola renderà l'Europa autonoma nella preparazione di dolci rispetto alle importazioni, tagliando nettamente i costi e dando un impulso considerevole alla produzione dolciaria.